# Eichen-Wollafter
Der Eichen-Wollafter (Eriogaster rimicola) ist ein Schmetterling (Nachtfalter) aus der Familie der Glucken (Lasiocampidae).

## Merkmale
Der Falter ähnelt dem Hecken-Wollafter, allerdings sind die hellen Flecken kleiner und unauffälliger.

## Verbreitung und Lebensraum
Im 19. Jahrhundert noch in weiten Teilen Mittel- und Südeuropas verbreitet, ist der Eichen-Wollafter aus Mitteleuropa weitgehend verschwunden und nur noch vereinzelt auf der Balkanhalbinsel und anderen Teilen Südeuropas anzutreffen.
Fundorte in Deutschland reichten nach Norden bis in den Raum um Hamburg; rund um Karlsruhe und Stuttgart war die Art häufig, bis sie in der Zeit um 1900 innerhalb weniger Jahre fast vollständig verschwand. In Hessen bemerkte Adolf Rößler bereits Mitte des 19. Jahrhunderts einen starken Rückgang, den er auf das „Verschwinden der alten Eichenwälder“ zurückführte. Heute gilt die Art in Deutschland als ausgestorben. Lebensraum waren alte Eichenwälder in Lagen unterhalb einer Höhe von 400 m ü. NHN.

## Lebensweise
Futterpflanze der Raupen ist die Stieleiche. Funde ausgewachsener Raupen wurden großteils aus dem Monat Mai gemeldet. Zumindest unter Zuchtbedingungen kam es vor, dass die Puppen mehrfach überwinterten und erst nach mehreren Jahren die Imago schlüpfte.